# Thyene ornata
Thyene ornata es una especie de araña saltarina del género Thyene, familia Salticidae. Fue descrita científicamente por Wesołowska & Tomasiewicz en 2008.
Habita en Etiopía.